# Tom Molineaux
Tom Molineaux est un boxeur américain combattant à mains nues né le 23 mars 1784 à Georgetown (États-Unis) et mort le 4 août 1818 à Dublin (Royaume-Uni).

## Carrière

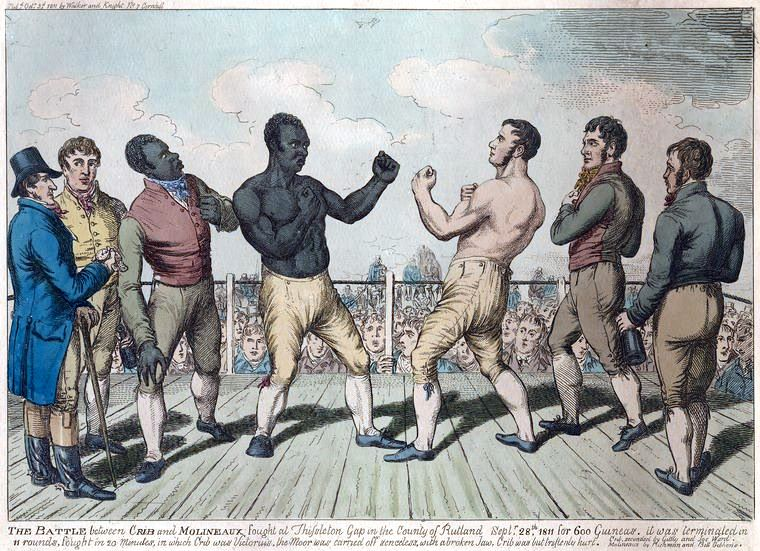
Molineaux (à gauche) lors de son deuxième combat contre Tom Cribb (1811).

Il livre ses premiers combats en tant qu'esclave dans des tournois organisés par des propriétaires de plantations de coton et gagne à cette occasion sa liberté. Molineaux se rend alors à New York puis embarque en Angleterre en 1809 pour commencer une nouvelle carrière de boxeur professionnel.
Après deux victoires aisées, il affronte le champion d'Angleterre poids lourds Tom Cribb en décembre 1810. Auteur d'un remarquable combat, il s'incline cependant au 33e round, tout comme lors du combat revanche organisé le 28 septembre 1811 à Thistleton (défaite cette fois au 11e round). Ces deux féroces batailles perdues face à Cribb font pourtant de lui un héros. Vainqueur par la suite en 2 rounds de William Fuller, il se fait plus rare sur un ring, limitant ses apparitions à des exhibitions, et met un terme à sa carrière en 1815.

## Distinction
- Tom Molineaux est membre de l'International Boxing Hall of Fame depuis 1997.